# Municipio de Spring Brook (Minnesota)
El municipio de Spring Brook (en inglés: Spring Brook Township) es un municipio ubicado en el condado de Kittson en el estado estadounidense de Minnesota. En el año 2010 tenía una población de 52 habitantes y una densidad poblacional de 0,56 personas por km².

## Geografía
El municipio de Spring Brook se encuentra ubicado en las coordenadas 48°35′10″N 96°42′15″O / 48.58611, -96.70417. Según la Oficina del Censo de los Estados Unidos, el municipio tiene una superficie total de 93.06 km², de la cual 92,97 km² corresponden a tierra firme y (0,1 %) 0,09 km² es agua.

## Demografía
Según el censo de 2010, había 52 personas residiendo en el municipio de Spring Brook. La densidad de población era de 0,56 hab./km². De los 52 habitantes, el municipio de Spring Brook estaba compuesto por el 100 % blancos. Del total de la población el 0 % eran hispanos o latinos de cualquier raza.